# レスキューウイングスシリーズ
レスキューウイングスシリーズは、バンダイビジュアル原作のテレビアニメ作品、およびこれを中心とした、漫画作品、小説作品、実写映画作品である。作品によって主人公や登場人物は異なっており、各作品でストーリー上の直接関係はないが（一部漫画版を除く）、いずれも石川県小松市にある航空自衛隊小松基地の小松救難隊を舞台に、隊員達の救助活動や人間関係を描いている。

## 製作の経緯
この作品が生まれるきっかけは、航空ビデオ『AIR BASE SERIES』やアニメ『ストラトス・フォー』などを手掛けていたプロデューサーの杉山潔が、航空自衛隊基地の取材を通じて救難隊の存在を知ったことにある。杉山は救難隊に魅力を感じ、「なぜ、こんな厳しい救難活動をしている彼らの存在が一般に知られていないのか」と考えるようになった。1995年にはAIR BASE SERIESの『AIR RESCUE WING 航空自衛隊航空救難団』を発売したが売り上げが芳しくなかったため、杉山はこのテーマをエンターテインメントの世界に移すことを決めた。後に杉山がバンダイビジュアルに転職したことをきっかけに、救難隊を題材にしたアニメーションの企画がスタートした。
当初このアニメは視聴者層を広げるため、救難ヘリ（UH-60J）パイロットを女性の主人公にした、フィクション色の濃い作品として企画された。だが、J.C.STAFFの松倉友二プロデューサーや監督の桜美かつし、シリーズ構成の高山文彦らは「この話は男でいくべきだ」と主張する。その後杉山もスタッフの主張に賛同し、よりリアリティが高い作品へと企画変更されて制作され、『よみがえる空 -RESCUE WINGS-』としてTV放映された。なお、女性主人公のOVA企画として制作されたパイロット版アニメ『レスキューエンジェル』が、『よみがえる空 -RESCUE WINGS-』DVD第7巻の初回限定版に収録されている（『よみがえる空』DVD-BOX版には収録されていない）。またアニメ放送に先立って、トミイ大塚の手によって漫画化された『航空自衛隊小松基地救難隊 RESCUE WINGS』では、女性パイロットが主人公になっている。
2008年には角川映画制作・配給で『空へ-救いの翼 RESCUE WINGS-』が実写映画化され、12月13日に公開された。この実写映画版でも、主人公は女性パイロットになっている。

## シリーズ作品

### アニメ
よみがえる空 -RESCUE WINGS-
バンダイビジュアル製作、J.C.STAFF制作のオリジナルアニメ。2006年にテレビ東京系およびAT-Xにて放送された。全13話（テレビ初回放送は12話のみ）。

### 漫画
漫画版の作者は全てトミイ大塚、単行本はMFコミックス フラッパーシリーズより刊行。
航空自衛隊小松基地救難隊 RESCUE WINGS ゼロ
アニメ放送に先立ち「レスキューエンジェルス」のタイトルで『コンバットマガジン』に連載されたが、『よみがえる空 -RESCUE WINGS-』のタイトルに併せ、コミックス化の際に改題された。映画版の直接の原作にもあたる。
航空自衛隊小松基地救難隊 RESCUE WINGS
『RESCUE WINGS ゼロ』の続編。主人公が変更されているため直接的な続編ではないが、中盤から『ゼロ』の主人公、川島遥風も登場する。『コミックフラッパー』に連載された。最初の予告では『レスキューエンジェルス』だったが、『よみがえる空 -RESCUE WINGS-』のタイトルに併せ連載初回時点で改題され開始した。
レスキューウイングス RESCUE-EX
アニメとの連動企画。アニメ『よみがえる空 -RESCUE WINGS-』の主人公、内田一宏と漫画『レスキューウイングス』の主人公、川原イズミが同時に登場するというもの。一宏視点の「一宏Side」は2006年6月5日からインターネット上で無料配信され、イズミ視点の「イズミSide」は『コミックフラッパー』7月号に掲載された。両話ともRESCUE WINGSのコミックスに収録されている。
空へ レスキューウイングス
映画との連動企画。『空へ-救いの翼 RESCUE WINGS-』の後日談という設定のシリーズで、NTTソルマーレにて配信中、コミックスも刊行。

### 映画
空へ-救いの翼 RESCUE WINGS-
2008年12月13日角川映画の配給で公開の実写映画。漫画版『ゼロ』の設定をベースに、アニメのエピソードなどを織り交ぜたストーリーで、監督は『ゴジラ』シリーズや『戦国自衛隊1549』で知られる手塚昌明。

### 小説
ファイナルシーカー レスキューウィングス
著者：小川一水、イラスト：山本七式の小説作品。MF文庫J刊。その後、映画公開にあわせ、MF文庫ダ・ヴィンチより『レスキューウィングス ファイナルシーカー』と改題して新装再刊（新装版は挿絵が削除されているほか、杉山プロデューサーへのインタビューなどが追加されている）。この作品のみ「WINGS」のカタカナ表記の「イ」が小さい「ィ」となっている。また、他作品が救難ヘリパイロットを主人公としているのに対し、この作品のみが救難員を主人公にしている。